# الیمپوس سی-۳۰۰۰ زوم
الیمپوس سی-۳۰۰۰ زوم (به انگلیسی: Olympus C-3000 Zoom) یک دوربین عکاسی ساخت شرکت الیمپوس است.